# 奥托二世 (神圣罗马帝国)
奥托二世（Otto II，955年—983年12月7日），罗马人的国王（961年—983年在位），神聖羅馬皇帝（967年起与父亲共治）。皇帝奥托一世与伦巴第的阿德莱德之子。
奥托二世在961年父皇尚在世时即已加冕为国王。
972年，他在父亲安排下与拜占庭帝国皇帝罗曼努斯二世之女狄奥凡诺结婚（狄奥凡诺的身份一直有争议。也有历史学家认为她是约翰一世皇帝之女）。奥托二世基本延续其父的政策，抑制德意志各部落公國的势力。
973年奥托二世迫使波兰大公梅什科一世臣服。
974年，奥托二世聯合德意志諸侯打敗藍牙哈拉爾。
977年，他因为洛林与西法兰克国王洛泰尔一世发生战争。
980年双方缔结协约，规定奥托二世仍保有洛林。981年奥托二世侵入意大利。
982年，他率領德意志與薩克遜士兵組成的聯軍，在卡拉布里亚战役中败于拜占庭—阿拉伯联军，此役鄂圖二世喪失四千名士兵逃回義大利北部的維羅納。
983年，奥托二世选定若望十四世擔任教宗。在於撒拉森人作戰失利時，藍牙哈拉爾重新奪回了部分日德蘭半島的領土。

## 家庭
- 賽奧法諾（955-991）：拜占庭皇帝約翰一世侄女
  - 阿德萊德（英语：Adelaide I, Abbess of Quedlinburg）（973/74-1044/45）：奎德林堡修道院院長（999-1044/45）
  - 索菲亞（英语：Sophia I, Abbess of Gandersheim）（975-1039）：甘德斯海姆修道院院長（1002-1039）
  - 瑪蒂爾德（979-1025）：洛林-普法爾茨伯爵埃佐（英语：Ezzo, Count Palatine of Lotharingia）夫人
    - 奧托二世（約995-1047）：士瓦本公爵（1045-1047）
    - 赫爾曼（英语：Herman II (archbishop of Cologne)）（約995-1056）：科隆大主教（1036-1056）
    - 里切莎（約995-1063）：波蘭國王梅什科二世夫人

  - 奥托三世（980-1002）：神聖羅馬皇帝（996-1002）
  - 女兒（980）：奧托三世的雙胞胎姊妹